# Stenella gahniae
Stenella gahniae är en svampart som beskrevs av McKenzie 1982. Stenella gahniae ingår i släktet Stenella och familjen Mycosphaerellaceae. Inga underarter finns listade i Catalogue of Life.